# Stefano Dal Bianco
Stefano Dal Bianco (Padova, 3 marzo 1961) è un poeta, critico letterario e metricista italiano.

## Biografia
Laureato a Padova, dove è stato allievo di Pier Vincenzo Mengaldo, vive in provincia di Siena ed è docente presso l'Università degli studi di Siena, dipartimento di Filologia e Critica delle Letterature Antiche e Moderne. Si è occupato prevalentemente di poesia e di critica stilistica, con studi sulla metrica e sul ritmo del verso italiano: Petrarca, Ariosto, Zanzotto e sulla poesia italiana del novecento. Ha fondato e diretto la rivista di poesia contemporanea "Scarto minimo" (con Mario Benedetti e Fernando Marchiori); è stato anche nella redazione della rivista "Poesia". Di Andrea Zanzotto ha curato, con Gian Mario Villalta, il volume de I Meridiani Le poesie e prose scelte (Milano, Mondadori, 1999), approfondendone criticamente vari aspetti; nel 2011 ha curato l'edizione  di Tutte le poesie di Andrea Zanzotto (Milano, Oscar Mondadori, 2011).
Nel 2024 pubblica Paradiso (Garzanti), vincitore del premio "Paolo Prestigiacomo" (XI edizione), del Premio LericiPea, del Premio Viareggio-Rèpaci, del Premio PontedilegnoPoesia, del Premio Letterario Camaiore - Francesco Belluomini, del Premio Strega Poesia, del Premio Tirinnanzi, del Premio Saba. 

## Opere principali
- La bella mano, prefazione di Cesare Viviani Milano, Crocetti, 1991
- Stanze del gusto cattivo, Milano, Guerini e associati, 1991
- Ritorno a Planaval, Milano, Mondadori, 2001; nuova edizione Lietocolle/Pordenonelegge, 2018
- Tradire per amore. La metrica del primo Zanzotto (1938-1957), Lucca, Maria Pacini Fazzi, 1997
- Stare tra le lingue, Lecce, Manni, 2003
- L'endecasillabo del Furioso, Pisa, Pacini, 2007
- Prove di libertà, Milano, Mondadori, 2012
- Distratti dal silenzio. Diario di poesia contemporanea, Macerata, Quodlibet, 2019
- Risonanze. Poeti per Zanzotto, Lecce, Pensa MultiMedia, 2024
- Paradiso, Milano, Garzanti, 2024

Opere in volumi antologici
- Poeti italiani del secondo novecento, a cura di Maurizio Cucchi e Stefano Giovanardi, secondo volume, Oscar Mondadori, 2004.
- Andrea Afribo, Poesia contemporanea dal 1980 a oggi. Storia linguistica italiana, Carocci, Bologna 2007.
- Andrea Afribo, Poesia italiana postrema. Dal 1970 ad oggi, Carocci, Roma 2017.
- Arnaldo Colasanti, Braci. La poesia contemporanea, Bompiani, Milano 2021, pp. 251-253.
- Francesco Napoli, Poeti italiani nati negli anni '60, Interno Poesia, Latiano (BR) 2024.